# Best of Celly Cel 2: Tha Sick wid It Dayz
Best of Celly Cel 2: Tha Sick Wid It Dayz — компіляція американського репера Celly Cel, видана лейблом Realside Records 17 липня 2007. Сиквел до The Best of Celly Cel (1999). До релізу потрапили треки з перших трьох студійних альбомів виконавця, випущених на Sick Wid It Records.

## Список пісень
1. «Its Goin' Down (Remix)» (з участю Mack 10, E-40 та B-Legit) — 5:36
2. «Bailin thru My Hood» (з участю B-Legit) — 4:29
3. «What U Niggaz Thought?» — 4:47
4. «The Function» (з участю E-40) — 4:17
5. «Pop the Trunk» (з участю UGK) — 4:05
6. «Can I Kick It» (з участю Keak da Sneak та Mugzi) — 4:31
7. «Retalliation» (з участю E-40) — 5:08
8. «Dont Wanna See Us» (з участю Messy Marv та San Quinn) — 4:28
9. «Tha Scrilla» (з участю E-40 та B-Legit) — 4:12
10. «Skanlezz Call» — 0:44
11. «Skanlezz Azz Bitchez» — 5:16
12. «The Body Shop» — 3:18
13. «Heat 4 Yo Azz» — 3:55
14. «Its Goin Down» — 5:23
15. «Ride» (з участю C-Bo) — 3:51
16. «Hoe'z Luv Me» (раніше невиданий трек) — 3:29